# Hesham Yakan
Hesham Yakan Zaki (ar. هشام يكن, ur. 10 sierpnia 1962 w Kairze) – piłkarz egipski grający na pozycji środkowego obrońcy.

## Kariera klubowa
Przez całą karierę piłkarską Yakan związany był z klubem Zamalek Kair. W 1982 roku zadebiutował w jego barwach w pierwszej lidze egipskiej i z czasem stał się jego podstawowym zawodnikiem. W 1984 roku wywalczył swoje pierwsze mistrzostwo Egiptu. W tym samym roku zwyciężył z Zamalekiem w Afrykańskiej Lidze Mistrzów (2:0 i 1:0 w finale z Shooting Stars FC), a w 1986 roku wygrał ją po raz drugi (2:0, 0:2 k. 4:2 w finale z Africa Sports Abidżan). W swojej karierze jeszcze trzykrotnie zostawał mistrzem kraju w latach 1988, 1992 i 1993 oraz zdobył Puchar Egiptu w 1988 roku. Natomiast w 1988 roku wygrał też Puchar Afro-Azjatycki. W 1994 roku trzeci raz wygrał Ligę Mistrzów (0:0, 0:0 k. 7:6 w finałowych meczach z Asante Kotoko). Rok później zdobył Superpuchar Afryki. Karierę piłkarską zakończył w 1995 roku w wieku 33 lat.

## Kariera reprezentacyjna
W reprezentacji Egiptu Yakan zadebiutował w 1984 roku. W 1988 roku wystąpił w jednym meczu Pucharu Narodów Afryki 1988, grupowym z Kenią. W 1990 roku został powołany przez selekcjonera Mahmouda El-Gohary’ego do kadry na Mistrzostwa Świata we Włoszech. Tam był podstawowym zawodnikiem Egiptu i rozegrał 3 spotkania grupowe: z Holandią (1:1), z Irlandią (0:0) i z Anglią (0:1). W swojej karierze grał także w Pucharze Narodów Afryki 1992.